# Драга (Нова Гориця)
Драга (словен. Draga) — мале поселення в общині Нова Гориця, Регіон Горишка, Словенія. Висота над рівнем моря: 60,7 м. Розташоване в долині річки Віпава.